# Liste der Monuments historiques in Saint-Ouen-lès-Parey
Die Liste der Monuments historiques in Saint-Ouen-lès-Parey führt die Monuments historiques in der französischen Gemeinde Saint-Ouen-lès-Parey auf.

## Liste der Immobilien
| Bezeichnung                   | Beschreibung                                                      | Standort                             | Kennzeichnung | Schutzstatus | Datum | Bild           |
| ----------------------------- | ----------------------------------------------------------------- | ------------------------------------ | ------------- | ------------ | ----- | -------------- |
| Kirche Ste-Ode-et-Ste-Trinité | Schiff aus dem 12. Jahrhundert, im 16. Jahrhundert neu eingewölbt | Saint-Ouen, rue Saint-Ode (Lage)     | PA00132655    | Inscrit      | 1994  | weitere Bilder |
| Wegekreuz                     | Stein, 16. Jahrhundert                                            | Parey, rue du Général-Leclerc (Lage) | PA00107291    | Classé       | 1913  |                |

## Liste der Objekte
| Bezeichnung                                               | Beschreibung                                                                          | Standort                                                      | Kennzeichnung | Schutzstatus | Datum | Bild |
| --------------------------------------------------------- | ------------------------------------------------------------------------------------- | ------------------------------------------------------------- | ------------- | ------------ | ----- | ---- |
| Skulptur Erzengel Michael                                 | Stein, 16. Jahrhundert                                                                | Parey, in der Kirche Notre-Dame (Lage)                        | PM88000872    | Classé       | 1964  |      |
| Grabmal für Henri Mitton                                  | Stein, 1459                                                                           | Parey, in der Kirche Notre-Dame (Lage)                        | PM88000871    | Classé       | 1908  |      |
| Skulptur Petrus                                           | Stein, farbig gefasst und vergoldet, Mitte des 15. Jahrhunderts                       | Saint-Ouen, in der Kirche Ste-Ode-et-Ste-Trinité (Lage)       | PM88000876    | Classé       | 1964  |      |
| Linker Seitenaltar                                        | Altartisch und Retabel; Holz, farbig gefasst und vergoldet, 1635                      | Saint-Ouen, in der Kirche Ste-Ode-et-Ste-Trinité (Lage)       | PM88000880    | Classé       | 1969  |      |
| Zwei Skulpturen: Madonna mit Kind und Johannes der Täufer | Holz, farbig gefasst und vergoldet, 18. Jahrhundert                                   | Saint-Ouen, in der Kirche Ste-Ode-et-Ste-Trinité (Lage)       | PM88000881    | Classé       | 1969  |      |
| Skulptur einer Heiligen                                   | Stein, farbig gefasst und vergoldet, Ende des 15. Jahrhunderts                        | Parey, in der Kirche Notre-Dame (Lage)                        | PM88000873    | Classé       | 1965  |      |
| Skulptur Ecce homo                                        | Stein, Anfang des 16. Jahrhunderts                                                    | Saint-Ouen, in der Kirche Ste-Ode-et-Ste-Trinité (Lage)       | PM88000877    | Classé       | 1965  |      |
| Epitaph für Michel Simon                                  | Stein, 17. Jahrhundert                                                                | Saint-Ouen, in der Kirche Ste-Ode-et-Ste-Trinité (Lage)       | PM88000882    | Classé       | 1969  |      |
| Skulptur einer Heiligen                                   | Holz, farbig gefasst, 18. Jahrhundert                                                 | Saint-Ouen, in der Kirche Ste-Ode-et-Ste-Trinité (Lage)       | PM88001756    | Inscrit      | 2010  |      |
| Grabmal der heiligen Oda                                  | Stein, 13. Jahrhundert                                                                | Saint-Ouen, in der Kirche Ste-Ode-et-Ste-Trinité (Lage)       | PM88000874    | Classé       | 1903  |      |
| Epitaph für Hector de Lespine                             | Stein, nach 1622                                                                      | Saint-Ouen, in der Kirche Ste-Ode-et-Ste-Trinité (Lage)       | PM88000883    | Classé       | 1969  |      |
| Hauptaltar                                                | Holz, farbig gefasst, 18. Jahrhundert                                                 | Parey, in der Kirche Notre-Dame (Lage)                        | PM88001757    | Inscrit      | 2010  |      |
| Zwei Seitenaltäre                                         | Holz, farbig gefasst, 18. Jahrhundert                                                 | Parey, in der Kirche Notre-Dame (Lage)                        | PM88001758    | Inscrit      | 2010  |      |
| Skulptur eines heiligen Bischofs                          | Stein, 16. Jahrhundert                                                                | Parey, in der Kirche Notre-Dame (Lage)                        | PM88001759    | Inscrit      | 2010  |      |
| Zwölf-Apostel-Retabel                                     | Stein, 15. Jahrhundert                                                                | Parey, in der Kirche Notre-Dame (Lage)                        | PM88001760    | Inscrit      | 2010  |      |
| Gemälde Porträt der heiligen Oda                          | Ölfarbe auf Leinwand, 18. Jahrhundert                                                 | Saint-Ouen, in der Kirche Ste-Ode-et-Ste-Trinité (Lage)       | PM88001755    | Inscrit      | 2010  |      |
| Skulpturengruppe Heilige Dreifaltigkeit                   | Holz, farbig gefasst, 16. Jahrhundert                                                 | Saint-Ouen, in der Kirche Ste-Ode-et-Ste-Trinité (Lage)       | PM88000875    | Classé       | 1964  |      |
| Skulptur eines Apostels                                   | Stein, 17. Jahrhundert                                                                | Saint-Ouen, außen an der Kirche Ste-Ode-et-Ste-Trinité (Lage) | PM88000878    | Classé       | 1969  |      |
| Rechter Seitenaltar                                       | Altartisch, Retabel und Skulptur; Holz, farbig gefasst und vergoldet, 18. Jahrhundert | Saint-Ouen, außen an der Kirche Ste-Ode-et-Ste-Trinité (Lage) | PM88000879    | Classé       | 1969  |      |